# Very Proud of Ya
Very Proud of Ya – drugi album studyjny amerykańskiego zespołu punk rockowego AFI. Wydany został 18 czerwca 1996 roku przez Nitro Records.

## Lista Utworów
Na podstawie źródła.
1. "He Who Laughs Last..." - 1:50
2. "File 13"   	1:48
3. "Wake-Up Call" - 1:42
4. "Cult Status" - 1:57
5. "Perfect Fit" - 1:58
6. "Advances in Modern Technology" - 1:40
7. "Theory of Revolution" - 1:32
8. "This Secret Ninja" - 2:20
9. "Soap-Box Derby" - 2:25
10. "Aspirin Free" - 2:45
11. "Fishbowl" - 1:51
12. "Charles Atlas" - 2:22
13. "Crop Tub" - 1:50
14. "Consult My Lover" - 1:35
15. "Take the Test" - 1:46
16. "Two of a Kind" - 1:35
17. "Shatty Fatmas" - 1:46
18. "Yürf Rendenmein" - 2:12
19. "Cruise Control" - 1:11
20. "Modern Epic" - 1:47

| Wydanie wynilowe                                                                                                  |
| --- |
| 21. "Who Said You Could Touch Me?" - 1:24 22. "Rolling Balls" - 2:22 23. "Love Is a Many-Splendored Thing" - 1:33 |